# Чёрный Лось
Хекака Сапа (традиционно переводится как «Чёрный Лось», фактически «чёрный вапити»), в крещении Николас Блэк Элк (1 декабря 1863 г., Литл-Паудер-Ривер, Вайоминг — 19 августа 1950, Пайн-Ридж, Южная Дакота) — wičháša wakȟáŋ (знахарь, «святой человек») и хейока из племени оглала народности лакота (сиу). Он был троюродным братом вождя Неистового Коня.
Первая жена Чёрного Лося Кэти приняла католичество, и их трое детей были крещены как католики. После смерти Кэти в 1904 году Чёрный Лось сам принял католицизм в возрасте 40 лет и в крещении принял имя Николас, а его индейское имя Чёрный Лось (Блэк Элк) стало его фамилией. Он также стал катехизатором, обучая других христианству. Он снова женился, имел в браке со второй женой несколько детей, а также усыновил её детей от предыдущего брака; они также были крещены и воспитаны как католики. В августе 2016 года римско-католическая Епархия Рапид-Сити официально ходатайствовала о его беатификации в Римско-католической церкви.
Чёрный Лось, по-видимому, известен прежде всего благодаря книгам, написанными о нём этнологом-любителем Джоном Нейхардтом, с которым он познакомился ближе к концу своей жизни. Нейхардт писал о религиозных взглядах, видениях и событиях из жизни Чёрного Лося. Нейхардт опубликовал свою книгу «Черный Лось говорит» в 1932 году. После этого рассказы Чёрного Лося были перепечатаны во многих изданиях, последний раз в 2008 году. С 1970-х годов к его трудам проявляют растущий интерес члены Движения американских индейцев и другие интересующиеся религией коренных американцев.

## Детство
Чёрный Лось родился в племени оглала народности Лакота в декабре 1863 года, в селении у реки Литл-Паудер (в месте, которое, как считается, находится в современном штате Вайоминг). :3

## Видение
Когда Чёрному Лосю было девять лет, он внезапно заболел; он лежал лежачий и безразличный в течение нескольких дней. За это время у него было великое видение, в котором его посещали Громовые Существа (Вакинян) "…   духи были представлены как добрые и любящие, полные лет и мудрости, как почитаемые человеческие деды ". :preface Когда ему было семнадцать, Чёрный Лось рассказал медицинскому работнику, Чёрной Дороге, о видении в деталях. Чёрная дорога и другие жители деревни были «поражены величием видения». :6–7
Чёрный Лось многому научился в своем видении, чтобы помочь исцелить своих людей. Он происходил из длинной очереди знахарей и целителей в его семье; его отец был знахарем, как и его дяди по отцовской линии. В конце своей жизни он сказал Нейхардту о своем видении. Он также представлял большое дерево, которое символизировало жизнь земли и всех людей. Нейхардт позже опубликовал эти рассказы в Black Elk Speaks. С конца двадцатого века книги Нейхардта получили новое внимание, в основном из не-лакота. Аннотированное издание было опубликовано Государственным университетом Нью-Йорка в 2008 году.
В одном из своих видений Чёрный Лось описывает, как его доставили в центр земли и к центральной горе мира. Мифолог Джозеф Кэмпбелл отмечает, что «ось мира» известна и в некоторых других религиях. Кэмпбелл рассматривал заявление Чёрного Лося как один из ключей к пониманию всемирного религиозного мифа и символов в целом.
Чёрный Лось участвовал в битве при Литл-Бигхорне.

## Шоу Дикого Запада Баффало Билла

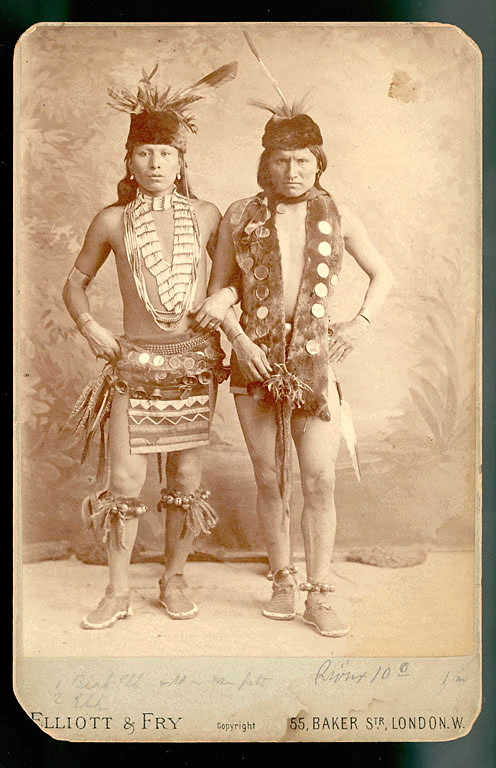
Чёрный Лось (слева) и Лось из племени Оглала народа Лакота сфотографировались в Лондоне в костюмах для травяного танца во время гастролей в составе Шоу дикого Запада Баффало Билла, 1887

В 1887 году Чёрный Лось отправился в Англию в составе Шоу Дикого Запада Баффало Билла, и позднее вспоминал о своих впечатлениях в 20-й главе книги «Говорит Чёрный Лось». 11 мая 1887 года труппа устроила спектакль для королевы Виктории, которую они называли «Бабушка Англия». Чёрный Лось присутствовал среди зрителей на её Золотом Юбилее.
Весной 1888 года Шоу Дикого Запада Буффало Билла отправилось в плавание в Соединённые Штаты. Чёрный Лось отделился от группы, и корабль отправился без него, тогда как он остался на берегу вместе с тремя другими индейцами из народа лакота. Впоследствии они присоединились к другому шоу на Диком Западе, а следующий год он провёл в турне по Германии, Франции и Италии. Когда Баффало Билл прибыл в Париж в мае 1889 года, Чёрный Лось приобрёл билет в США и вернулся домой в Пайн-Ридж осенью 1889 года. Во время своего пребывания в Европе Чёрный Лось смог «подробно и обстоятельно изучить образ жизни белого человека», и научился говорить на элементарном английском языке. :9

## Битва при Вундед-Ни
Чёрный лось участвовал в сражении, известном как Бойня на ручье Вундед-Ни в 1890 году. Верхом на лошади он атаковал солдат и помог спасти некоторых из раненых. Он прибыл после того, как многие из людей Пятнистого Лося (Большой Ноги) были застрелены, и он сам был ранен в бедро.

## Более поздние годы
В течение по крайней мере десятилетия, начиная с 1934 года, Чёрный Лось вернулся к работе, которая напоминала его прежние выступления в составе шоу с Буффало Билла. Он организовал индейское шоу на священных холмах Блэк-Хилс. Но, в отличие от Шоу Дикого Запада, которое использовалось для прославления воинского искусства индейцев, Чёрный Лось создал шоу, чтобы рассказать туристам о культуре лакота и традиционных священных ритуалах, включая Танец Солнца.

## Семья

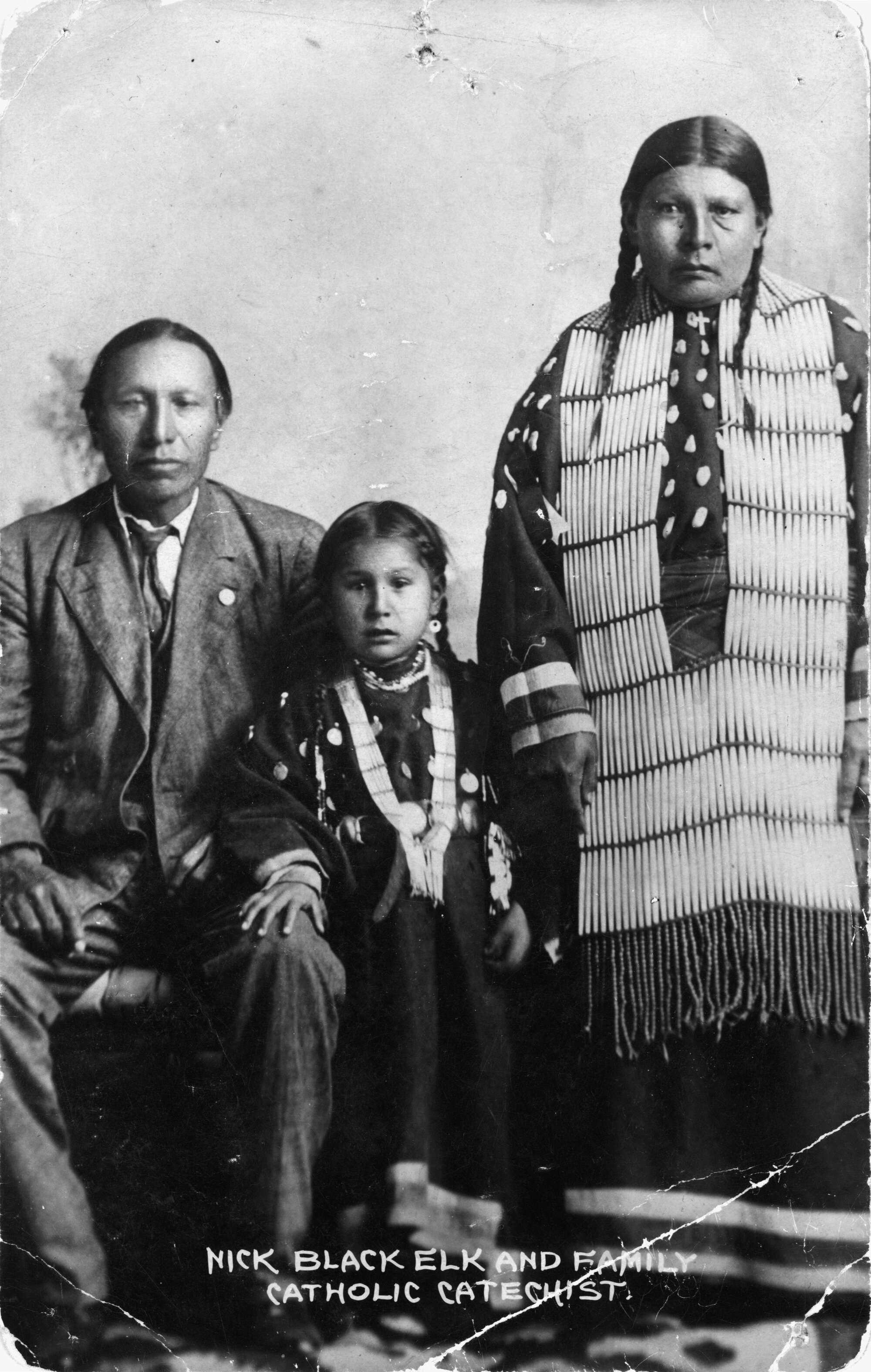
Черный Лось, дочь Люси Блэк Элк и вторая жена Анна Брингс Уайт в их доме в г. Мандерсон, Южная Дакота, около 1910 года

Чёрный лось женился на своей первой жене, Кэти Боевой Колпак (Katie War Bonnet), в 1892 году. Она приняла католицизм, и все трое их детей были крещены как католики.
Его сын, Бенджамин Блэк Элк (1899—1973), стал известен как «Пятое лицо горы Рашмор», позируя в 1950-х и 1960-х годах для туристов у мемориала. Бенджамин сыграл не отмеченную в титрах роль в фильме 1962 года «Как победил Запад» .
После смерти Кэти в 1903 году, Чёрный Лось стал католиком в следующем 1904 году, когда ему уже было за 40. Он был крещён под именем Николас, а затем служил катехизатором в церкви. :14 :44 После этого другие индейские знахари, включая его племянника Глупого Ворона, называли его как Чёрный Лось, так и Николас Блэк Элк. :44
Овдовевший Чёрный Лось снова женился в 1905 году на Анне Брингс Уайт, вдове с двумя дочерьми. Вместе у них было ещё трое детей, которых они также окрестили католиками. Они не расставались до её смерти в 1941 году.
В начале 1930-х годов Чёрный Лось дал обширные интервью Джону Нейхардту и Джозефу Ипсу Брауну, которые были затем опубликованы в книгах Нейхардта. Его сын Бен устно переводил речь Чёрного Лося на английский, а дочь Нейхардта Энид записала их. Позже она расположила их в хронологическом порядке для использования в книге Нейхардта. Таким образом, процесс был многошаговым, и в подготовке издания участвовали далеко не только Чёрный Лось и Нейхардт.
После того, как Чёрный Лось провёл несколько дней в беседах с Нейхардтом, тот спросил, почему Чёрный Лось отказался от своей старой религии и крестил своих детей. По словам [дочери Нейхардта] Хильды, Чёрный Лось ответил: «Мои дети должны были жить в этом мире». В своих мемуарах 1995 года Хильда Нейхардт написала, что незадолго до своей смерти Чёрный Лось взял свою трубку и сказал своей дочери Люси: «Единственное, во что я действительно верю, это религия трубки»

## Рассказы
С 1970-х годов книга «Говорит Чёрный Лось» стала популярной среди тех, кто интересуется коренными американцами в Соединенных Штатах. С ростом активности Движения коренных американцев возрос и интерес к религиям коренных американцев. Среди участников Движения американских индейцев, особенно среди лиц неиндейского происхождения, а также потомков индейцев, которые выросли в городе и не знали о традиционной культуре, книга «Черный Лось говорит» был важным источником религиозного вдохновения. Племянник Чёрного Лося, Фрэнк Дурацкий Ворон, также знахарь, также служил источником информации о традициях коренных народов.
11 августа 2016 года Совет США по географическим названиям официально переименовал пик Харни, высшую точку Южной Дакоты, в пик Чёрного Лося в знак признания значения горы для коренных американцев.
21 октября 2017 года католическая епархия города Рапид-Сити, штат Южная Дакота, официально ходатайствовала о канонизации Николаса Чёрного Лося, что в случае одобрения Святым Престолом означает его признание святым в будущем. В настоящее время его называют титулом «Слуга Бога». Его работа по распространению Евангелия среди коренных и некоренных людей и гармонизации христианской веры с культурой лакота была отмечена во время торжественной мессы.
Записи рассказов Чёрного Лося
- Black Elk Speaks: Being the Life Story of a Holy Man of the Oglala Sioux (as told to John G. Neihardt), Bison Books, 2004 (originally published in 1932) : Black Elk Speaks
- The Sixth Grandfather: Black Elk’s Teachings Given to John G. Neihardt, edited by Raymond J. DeMallie, University of Nebraska Press; new edition, 1985. ISBN 0-8032-1664-5.
- The Sacred Pipe: Black Elk’s Account of the Seven Rites of the Oglala Sioux (as told to Joseph Epes Brown), MJF Books, 1997
- Spiritual Legacy of the American Indian (as told to Joseph Epes Brown), World Wisdom, 2007

Книги о Чёрном Лосе
- Black Elk: Holy Man of the Oglala, by Michael F. Steltenkamp, University of Oklahoma Press; 1993. ISBN 0-8061-2541-1
- Nicholas Black Elk: Medicine Man, Missionary, Mystic, by Michael F. Steltenkamp, University of Oklahoma Press; 2009. ISBN 0-8061-4063-1
- The Sixth Grandfather: Black Elk’s Teachings Given to John G. Neihardt, edited by Raymond J. DeMallie; 1985
- Black Elk and Flaming Rainbow: Personal Memories of the Lakota Holy Man, by Hilda Neihardt, University of Nebraska Press, 2006. ISBN 0-8032-8376-8
- Black Elk’s Religion: The Sun Dance and Lakota Catholicism, by Clyde Holler, Syracuse University Press; 1995
- Black Elk: Colonialism and Lakota Catholicism, by Damian Costello, Orbis Books; 2005.
- Black Elk Reader, edited by Clyde Holler, Syracuse University Press; 2000
- Black Elk, Lakota Visionary, by Harry Oldmeadow, World Wisdom; 2018.